# Утренняя гимнастика (песня)
«У́тренняя гимна́стика» («Гимнастика», по первой строке известна как «Вдох глубокий, руки шире…» и «Не страшны дурные вести…») — авторская песня Владимира Высоцкого. Написана в 1968 году для спектакля московского Театра сатиры «Последний парад» (по одноимённой пьесе Александра Штейна), впоследствии часто исполнялась автором на концертах (в первой десятке по общему количеству известных записей и по их частоте), вошла в мини-альбом фирмы «Мелодия» «Песни Владимира Высоцкого» (1974), а также прижизненные альбомы, выпущенные во Франции и Болгарии. В конце XX — начале XXI века оставалась одной из немногих юмористических песен Высоцкого, сохранивших широкую популярность. Неоднократно переведена на другие языки, известны кавер-версии в исполнении известных российских певцов и актёров.

## Текст и мелодия
Вдох глубокий, руки шире,

Не дышите — три, четыре!

Бодрость духа, грация и пластика!

Общеукрепляющая,

Утром отрезвляющая —

Если жив пока ещё, гимнастика!
Песня представляет собой стилизацию под радиотрансляции, под которые во времена Высоцкого граждане СССР занимались зарядкой, часть её текста отсылает к элементам, входившим в программу такой зарядки, — типичной начальной позиции, упражнениям в положении лёжа, приседаниям, бегу на месте, — а также часто сопутствовавшим ей «водным процедурам» (обтиранию холодной водой). С этими частями текста сочетаются обороты, характерные для советских передач другого, политического и пропагандистского содержания, что придаёт песне пародийный характер.
Музыковед Н. Г. Шафер полагает, что ритмическая структура текста песни основана на эстрадной песне Никиты Богословского «Манечка». Текст песни написан хореем. В первых трёх строках строфы выдерживается четырёхстопный хорей, после чего следует урезанная четвёртая строка, в которой неполные две стопы (в музыкальном исполнении разница в продолжительности нивелируется растягиванием трёх слогов на два такта). Схожим образом сконструирована вторая половина строфы — с пятой по восьмую строки, где последняя укороченная строка снова растянута на два такта с паузой на полтакта после последнего слога. Высоцковед Е. И. Жукова определяет форму строфы в песне как семистишие со сверхкоротким последним стихом. В этом случае в строфах «Гимнастики» находятся три разных варианта рифмовки: ЖЖДГГГД, ЖЖДМММД и ЖЖДЖЖЖД, где Д — обозначение дактилической рифмы (с ударением на третий слог стиха с конца), Ж — женской (второй с конца), а М — мужской (последний). Филолог видит в этом символический смысл: «4-6-я строки меняют свои окончания как бы в такт гимнастическим упражнениям».
Тема и стихотворный размер песни задают бодрое маршеобразное музыкальное сопровождение. Мелодию песни характеризуют частые в творчестве Высоцкого мелодические и гармонические приёмы, подчёркивающие динамику текста. После первых трёх тактов, где развитие мелодии идёт по нотам нисходящего тонического трезвучия (до-ля-ми), по определению Е. Р. Кузнецовой, создавая «ощущение топтания на месте, разминочной маршировки», в четвёртом такте (на слове «три») происходит скачок вверх на септиму. После этого мелодия развивается по неустойчивым ступеням лада, что требует продолжения развития «музыкальной мысли» и приведения её назад к устойчивым. Это, однако, происходит только в завершающем такте, на последнем слоге стиха. По мнению критика, быстрая смена септаккордов (E7, F7, E7, A7) компенсирует соседствующее с ней «топтание на месте» в виде остинатного повторения одной ноты, служит «нагнетанию эмоций» и призвана иллюстрировать такую же быструю перемену положений тела при выполнении упражнений.

## Обстоятельства создания
Песня создана по заказу драматурга Александра Штейна около середины марта 1968 года. Она входила в число композиций, написанных Высоцким для постановки в московском Театре сатиры комедии Штейна «Последний парад» (режиссёр Валентин Плучек). Хотя пьеса была прозаической, по замыслу драматурга по ходу спектакля некоторые герои должны были исполнять песни, которые и сочинил Высоцкий. В частности, в постановке звучали «Корабли постоят» (в исполнении Надежды Гуртовенко) и «В сон мне жёлтые огни…».
Исследователь наследия Высоцкого А. Линкевич датирует самый ранний известный черновик «Утренней гимнастики» 13—14 марта 1968 года, когда автор находился в Архангельске, «вживаясь» в атмосферу советского Севера. Песня была написана для персонажа Анатолия Папанова. По сюжету спектакля, он с товарищами-моряками вернулся из дальнего плавания и возвращение было отмечено с выпивкой. Утром персонажи просыпаются с головной болью, собираются опохмелиться, но в этот момент кто-то из них включает радио, по которому начинается программа утренней гимнастики (перед которой прозвучало сообщение о смерти героя Папанова). От этого герои пьесы меняют планы и, чтобы взбодриться, начинают, как могут, выполнять упражнения.
Сам Высоцкий вспоминал, что первоначально Папанов хотел исполнять песню в его собственном стиле, «нарочно срывал голос, пытался хрипеть, как я, делать такие же интонации», но после двух дней попыток отказался от этой идеи и исполнял песню в своей собственной манере, «достойно и интересно». На своих концертах Высоцкий рассказывал, что его собственный голос всё же тоже звучал в спектакле: вместо стандартного прозаического текста производственной гимнастики звучала песня в исполнении автора, одновременно с которым пел и герой Папанова. В то же время высоцковед М. И. Цыбульский пишет, что в действительности в постановке Театра сатиры такой приём использован не был, и поэт, возможно, вспоминал обсуждавшийся на ранних этапах работы над спектаклем, но не вошедший в окончательную версию вариант. Порядок куплетов в версии для театральной постановки отличался от окончательного, и первым шёл куплет, в посмертных изданиях Высоцкого стоящий шестым.

## Авторское исполнение и публикация
В дальнейшем сам Высоцкий часто исполнял «Утреннюю гимнастику» на своих концертах. Она стала одной из наиболее часто исполняемых автором песен; согласно статье В. А. Гаврикова, по общему количеству известных записей Высоцкого она занимает место в первой пятёрке (более 200), а по суммарной частоте исполнения (в 27,7 % концертных записей) замыкает первую десятку. В «Индексе фонограмм» Высоцкого перечислены 192 датированные записи песни, первая из которых относится ко времени репетиций спектакля «Последний парад» (апрель 1968 года), а наиболее поздняя сделана в январе 1980 года для передачи «Кинопанорама». Известен сделанный 1974 году для венгерского телевидения видеоролик-клип, где Высоцкий исполнил песню в театрализованной манере. Здесь, помимо игры голосом, зрителю представлены стилизации под элементы гимнастики, «сплавленные» с жестикуляцией более театрального толка. К последней относится, в частности, поклон «на публику» в середине песни, создающий иллюзию финала. Однако, сняв после поклона гитару, исполнитель переходил к более активным упражнениям — делал уголок, отжавшись на ручках стула; стойку на голове на сиденье другого стула, уже мягкого; и «крокодила» — стойку на руках с вытянутым параллельно земле телом без опоры на ноги. После этого Высоцкий снова брал гитару и заканчивал песню, «как бард» — без дополнительной жестикуляции и утрированной мимики, если не считать нового, глубокого и ироничного, поклона с откинутой в сторону рукой.
В 1974 году песня вошла в выпущенный фирмой «Мелодия» мини-альбом «Песни Владимира Высоцкого» (студийная запись сделана в декабре 1972 года). В 1977 году «Утренняя гимнастика» была записана на студии «Резонанс» для альбома Высоцкого, выпущенного французским лейблом Le Chant du Monde. До смерти автора выпущена также на диске-гиганте болгарской фирмы «Балкантон» (1979). В печатном виде песня впервые появилась в сборнике пьес Александра Штейна, куда вошли и некоторые другие пьесы из «Последнего парада». Когда в 1981 году готовился к печати посмертный авторский сборник Высоцкого «Нерв», «Гимнастика» в него не вошла: на листе из рабочих материалов издания с текстом песни, сохранившемся в архиве (как и на ещё одной песне «Наши помехи эпохе под стать…»), стоит резолюция «нет — по идейным причинам». В итоге как авторское произведение Высоцкого текст песни впервые появился в периодической печати в конце 1987 года, когда в 12-м номере журнала «Физкультура и спорт» была опубликована подборка из готовившегося к изданию сборника Высоцкого «Четыре четверти пути» (1988). В серии грампластинок «На концертах Владимира Высоцкого», которую фирма «Мелодия» выпускала в конце 1980-х и начале 1990-х годов, «Утренняя гимнастика» была издана дважды — в составе 6-го альбома «Чужая колея» (1988, в записи 1971 года) и в составе 13-го альбома «Лекция» (1990, запись 1976 года).

## Литературный анализ
Исследователи творчества Высоцкого отражают привязанность «Утренней гимнастики» к эпохе, в которую жили автор и его слушатели. Выделяется, в частности, злободневное «Очень вырос в целом мире || гриппа вирус…»: именно в 1968 году, в год создания песни, в мире началась пандемия гонконгского гриппа. Эту часть текста Высоцкий часто модифицировал в 1970—1973 годах: по подсчётам исследователя В. Яковлева, есть 24 фонограммы исполнения «Утренней гимнастики», выполненных в этот период, где «гриппа вирус» заменён на «холерный вирус». По времени эти замены совпадают со вспышкой холеры в СССР в 1970 году и возобновляющимися слухами о её новых появлениях.
Ещё одна привязка ко временам Высоцкого — упоминание «главного академика Йоффе», который «доказал — коньяк и кофе || вам заменит спорта профилактика». Прототипом «главного академика» обычно считают физика А. Ф. Иоффе, академика и в прошлом вице-президента АН СССР. По альтернативной версии, «академиком» в песне назван профессор-медик Л. А. Иоффе, изучавший физиологию спортивной деятельности. В интервью М. И. Цыбульскому профессор Иоффе рассказывал, что Высоцкий интересовался темой его докторской диссертации по влиянию ограничения подвижности на кровообращение. Однако эту теорию опровергает тот факт, что знакомство поэта с Л. А. Иоффе датируется временем более поздним, чем черновик и первые фонограммы песни, в которых строки о «главном академике» уже фигурируют. Третья версия связывает строки песни с микробиологом и иммунологом В. И. Иоффе, который стал членом АМН СССР на следующий год после создания песни. Возможно, что этой версии придерживалась мать Высоцкого, однако информации о том, что имя В. И. Иоффе было известно поэту, нет.
Песня вскользь затрагивает квартирный вопрос, остро стоявший для советских граждан и для самого Высоцкого не решённый до 1975 года. Заметное место в «Утренней гимнастике» занимают также отсылки к советским пропагандистским штампам. Такой отсылкой является, в частности, формулировка «прочь влияние извне» («влияния извне» уже появлялись в творчестве Высоцкого за несколько месяцев до «Утренней гимнастики» — в тексте «А меня тут узнают…»). Слова «разговаривать не надо» современники автора воспринимают шире, чем просто рекомендацию беречь дыхание, видя в ней ультимативное требование «делать только то, что тебе говорят». Однако наиболее выразительными исследователи называют строки о беге на месте, которые рассматривают как символ эпохи, в будущем известной как период застоя. Заявление «среди бегущих || первых нет и отстающих» воспринимается как скрытая издёвка над идеями равенства в социалистическом обществе, на практике выражавшимися в уравниловке, и над «феноменом толпы, из которой опасно высовываться». В оригинале это упражнение предлагалось выполнять «в ответ» на «дурные вести» — формулировка, которую А. В. Кулагин называет «выхолощенными словами казѐнных речей и бодряческим мертворождѐнным оптимизмом». Её пришлось смягчить для версии, вошедшей в мини-альбом 1974 года: в цензурированном варианте звучит «начинаем бег на месте». Из этого варианта песни исчез также куплет, упоминающий «главного академика Йоффе», коньяк и кофе. Высоцковед А. Е. Крылов предполагает, что причиной этого также могли стать цензурные соображения, в этом случае связанные с шедшей в середине 1970-х годов антиалкогольной кампанией, но оговаривается, что такой причиной могли послужить и «неблагозвучная» фамилия академика, и планируемое подорожание кофе, вскоре возросшего в цене втрое.

## Наследие
В социологическом опросе 720 жителей Москвы, который ВЦИОМ провёл через 17 лет после смерти Высоцкого, «Утренняя гимнастика» попала в десятку наиболее популярных песен этого автора; при анализе социальных групп оказалось, что песня заняла общее первое место у группы «начальственных лиц» и группы «домохозяек». «Утренняя гимнастика» попала также в подборку из десяти «лучших песен Высоцкого» по версии «РИА Новости» в 2013 году. В. А. Гавриков отмечает, что опросы общественного мнения, проводившиеся спустя несколько десятилетий после смерти Высоцкого, показали, что слушающая публика в основном сохраняет интерес к его «вневременным», философским произведениям, тогда как привязанные к реалиям советского времени юмористические песни в основном утратили популярность. На этом фоне «Утренняя гимнастика» оказалась одной из очень немногих «смеховых» и злободневных для своего времени песен, ещё остающихся на слуху. Психолингвистическое исследование 2010-х годов, проводившееся в Черкасском национальном университете, показало, что и среди украинской аудитории «Утренняя гимнастика» оставалась востребованной, заняв по популярности третье место после «Кораблей» и «Я не люблю». Однако исследователи продемонстрировали, что молодое поколение в основном утратило понимание подтекстов песни. Люди в возрасте 17—25 лет, как правило, воспринимали песню либо буквально — как пропаганду здорового образа жизни, — либо как сугубо шуточную, «прикольненькую», в которой «идея как таковая отсутствует». Даже студенты-историки «связывали свою интерпретацию со временем написания текста, но не могли объяснить значения приведённых строк». Напротив, участники опроса в возрасте старше 30 лет исторический контекст помнили и воспринимали верно.
Цитаты из песни включаются в газетно-журнальные тексты: хотя она не входит в группу лидеров по числу цитирований среди песен Высоцкого, высоцковед И. В. Шумкина сообщает, что за период между 2000 и 2006 годами её цитировали в прессе от 50 до 150 раз. При этом, по словам исследовательницы, на цитаты разошёлся практически весь текст и ни одна из цитат не преобладает заметно по частоте.
После смерти Высоцкого «Утреннюю гимнастику» неоднократно пели на концертах его памяти другие исполнители. В частности, в 2013 году её исполнил Гарик Харламов, а спустя ещё десятилетие — Александр Устюгов. В 2021 году кавер-версия песни вошла в альбом группы «НАИВ» «Симфопанк».

Текст «Утренней гимнастики» переводился и исполнялся также на других языках. В частности, на болгарский вместе с другими текстами Высоцкого его переводила Живка Балтаджиева в рамках работы над «Последним парадом» Штейна; филолог Мария Раевская отмечает в этом переводе ошибку: если для стихотворного текста, записанного «в столбик», Балтаджиева в целом сохранила ритм, то для цитат из песни в репликах действующих лиц, повторяющих их вслед за радио, стихотворный компонент утрачен. «Утренняя гимнастика» неоднократно переводилась на польский, в том числе филологом-русистом, одним из ведущих популяризаторов творчества Высоцкого в Польше Михалом Ягелло. Его подход отличается стремлением передать дух песни и такое её качество, как готовность к исполнению под музыку; Ягелло при этом сознательно отказывается от дословного перевода, свободно заменяя специфические советские реалии польскими, а в случае «Гимнастики» даже меняя форму куплета: если у автора в нём пять строк, то у переводчика остаётся четыре (дословный перевод с польского В. Шершуновича): 
Растягиваем экспандеры, вдох и выдох, три-четыре,
бодрость тела, грация, жестов пластика —
накапливающая кровь по жилам, прибавляющая утром сил —
если в целом она у тебя имеется — гимнастика!
Польский вариант песни (в переводе Анджея Ярецкого) известен также в исполнении актёра Петра Фрончевского. На венгерский язык «Утреннюю гимнастику» переводил поэт Габор Эрдёди, а другой венгерский автор Михай Шипош под впечатлением этого произведения и фильма «Гориллы в тумане» создал полностью самостоятельное стихотворение, которое назвал «Послание патриарха горилл человеку, или Венгерская вариация на гимнастическую тему, подсказанная господином Высоцким» (венг. Gorilla ősatyánk üzenete az embernek, avagy Viszockij polgártárs reggeli torna témájának egy magyar variációja).
Перевод «Утренней гимнастики» на иврит, сделанный М. Эпельзафтом, вошёл в альбомы Эпельзафта и Н. Перчикова «Рыбный день» и «Три танкиста» (русскоязычный израильтянин З. Гейзель, и сам переводивший произведения Высоцкого, этой и ряду других песен из указанных альбомов в звании переводов отказывает, поскольку, по его словам, в них лишь «более-менее сохранён мотив и просматривается связь с оригиналом»). На итальянском языке «Гимнастика» вошла в выпущенный в 1993 году трибьют-альбом Il volo di Volodja. Песня в исполнении комического актёра Паоло Росси удостоилась похвал за удачную передачу авторского стиля исполнения Высоцкого. В 1996 году текст песни в переводе на английский язык американского филолога Николаса Ржевского был включён в его «Антологию русской литературы» (англ. An Anthology of Russian Literature from Earliest Writings to Modern Fiction : Introduction to a Culture). В рамках международного поэтического проекта «Владимир Высоцкий. Новые переводы» «Утреннюю гимнастику» перевели на чукотский язык члены Региональной общественной организации любителей чукотского языка Чукотского автономного округа «Родное слово» Ирина Гыргольнаут и Виктория Голбцева.